# Sebastian Ullrich (Handballspieler)
Sebastian Ullrich (* 23. April 1992 in Baden-Baden) ist ein deutscher Handballspieler.

## Karriere
Ullrich begann mit sieben Jahren beim BSV Phönix Sinzheim, nachdem er vorher Fußball gespielt hatte. Von dort ging er 2008 zur SG Kronau/Östringen, wo er mit der A-Jugend 2011 Süddeutscher Meister wurde. Zudem stieg er mit der Löwen-Reserve in die 3. Liga auf. Ab 2013 stand der 1,91 Meter große Torwart bei der SG Leutershausen in der 2. Handball-Bundesliga zwischen den Pfosten. 2014 wechselte er zum Erstligisten MT Melsungen, konnte aber aufgrund eines Zweitspielrechts auch weiterhin für die SGL spielen.
Zum Saisonbeginn 2015/16 wechselte Ullrich zum RTV 1879 Basel. Nach Ablauf der Vertragslaufzeit wechselte er wieder nach Deutschland zur TGS Pforzheim. Seit 2022 spielt er erneut für die SG Leutershausen.

## Sonstiges
Ullrich ist verheiratet.